# Буркуты
Буркуты (укр. Буркути) — село в Голопристанской городской общине Скадовского района Херсонской области Украины.
Население по переписи 2001 года составляло 33 человека. Почтовый индекс — 75632. Телефонный код — 5539. Код КОАТУУ — 6522383802.

## Язык
Распределение населения по данным переписи 2001 года:
| Язык        | Процент |
| ----------- | ------- |
| украинский  | 84,85 % |
| русский     | 12,12 % |
| белорусский | 3,03 %  |

## Местный совет
75632, Херсонская обл., Голопристанский р-н, с. Малые Копани, ул. Гагарина, 48